# Морис Равел
Жозеф Морис Равел (фр. Joseph-Maurice Ravel; Сибур, 7. март 1875 — Париз, 28. децембар 1937) био је француско-баскијски композитор и пијаниста из периода импресионизма. Његова музика је суптилна, богата и оштра. Равелова клавирска дела као што су Jeux d'eau, Miroirs и Gaspard de la nuit захтевају знатну вештину од извођача, а његове оркестралне композиције као што су Daphnis & Chloe и његова обрада дела Модеста Мусоргског Слике са изложбе, садрже велики број тонова и инструмената. Широкој публици, Равел је најпознатији по свом оркестарском делу Болеро за које је рекао да је то „дело за оркестар без музике“.

## Биографија

### Младост
Равел је рођен у баскијском граду Сибур. Његова мајка, Мари Делуар, баскијског је порекла и одрасла је у Мадриду, док је његов отац, Џозеф Равел, био швајцарски научник из места Горња Савоја. Обоје су били католици и омогућили су својој деци срећно и безбрижно детињство. Неки од Џозефових изума су били од велике важности, укључујући рани мотор са унутрашњим сагоревањем и злогласну циркус машину која је све до смртоносне незгоде у Барнум и Бејли циркусу била веома успешна. Џозеф је водио синове у фабрике да виде најновија открића у индустрији, такође је показивао и интерес за музику и културу. Равел је касније рекао да је као дете био осетљив на сваку врсту музике. Равел је био привржен својој мајци и њено баскијско наслеђе је имало доста утицаја на његов живот и музику. Међу најранијим сећањима су изворне баскијске песме које му је мајка певала. Породица се преселила у Париз три месеца након Морисовог рођења, где је његов млађи брат Едуард рођен. Едуард је постао миљеник оца. У седмој години, Морис је почео да свира клавир код Анрија Гиса и добио је прве инструкције везане за хармонију, контрапункт, и композиције код Чарлса-Ренеа. Његов први јавни наступ је био 1889. у четрнаестој години.

### Музички почеци
Пре него што је ступио на конзерваторијум окушао је срећу у слободној композицији пишући варијације на један Шуманов корал, затим једну гротескну серенаду (која је изгубљена) и став једне сонате. Са 14 година је ушао у класу Anthiome-a на Париском конзерваторијуму. Први успех постигао је 1891. освајањем наградне медаље после чега бива примљен у виши одсек професора Шарла де Бериа. У 19. години је већ компоновао La Ballade de la Reine morte d'aimer према поеми Ролана де Мара. Истовремено га је инспирисао Верлен за једну песму уз пратњу клавира названу Un grand sommeil noir. They survive only in fragmentary form. У складу са његовим, онда романтичарским предиспозицијама је и Rapsodie espagnole за оркестар. Док је још био на конзерваторијуму, он је посветио највећи део свог времена студијама хармоније у којима га је руководио Емил Песар, контрапункта и фуге у које га је увео Андре Жедалж. Међутим, у његово дотадашње спокојство марљивог ученика почео је да уноси немир композитор, проглашен за параноика — у ствари један од најсмелијих реформаторских духова новије француске грађанске музике — Ерик Сати.

### Утицај Сатија
Утицај који је Сати извршио на Равела потискује интерес за конвенционалне форме и у њему се постепено формира склоност за бизаран израз, за карикатуру и гротеску. У прави час спустила се рука Габријел Фореа на раме младог провинцијалца да га задржи испред екстрема.

### Утицај Фореа
Чим је Форе 1896. наименован за професора композиције на Париском конзерваторијуму, Равел је ступио у његову класу. Дирљива наклоност везује од првог тренутка учитеља и ученика који је одмах компоновао једну увертиру за оркестар названу Шехерезада, а затим Pavane pour une Infante defunte, прву од композиција своје младости коју Равел касније признаје:
„Иронијом случаја”, писао је он 1912, „прво дело о коме треба да дам рачуна је моја Паван. Али ни блага умереност Фореа није била довољно моћно оружје да ублажи Равелову страст која сад добија вид супротног екстрема у тежњи за новим.”
Он је изненадио свога учитеља износећи пред њега свој Jeux d'eau, бујицу нових звукова неуобичајених хармонских склопова и рафиновану пијанистичку технику. Међутим, критичар Вили је 1899. године изјавио да је то дело „огромна бујица, али састав идиотски. Почетак колебљив: леви огранак руске школе који онерасположене слушаоце — узнемирене поред осталог агресивним одобравањем једне шачице голобрадих кликаша, гони да протестују и звижде. Чему ово дивљаштво? — То ме жалости због младог Равела, почетника додуше средње надареног, али који ће можда моћи кроз дванаестак година да постане нешто, ако не неко, под условом да се много труди...“

## Неразумевање
Овде се очевидно не ради о каквом случајном неразумевању на које Равел наилази, како код публике тако и код критике (а делимично чак и код свога учитеља), већ о принципијелном сукобу између конзервативног укуса једне аристократизоване грађанске публике и реформаторских настојања младог „занесењака“ који стоји у опозицији према њој. Исто тако, нема никакве сумње да је у Равеловом формирању дошло до раскрснице са које је он сагледао перспективу свог уметничког пута. Равелов револт против романтичарског формализма није управљен само према овом схватању уметности, већ добрим делом и против основа на којима то схватање ниче. Он представља уметнички вид оног незадовољства које је ситно грађанство пред крај 19. века испољавало према плутократији, а које се у литератури манифестовало у такозваном малограђанском негаторском реализму названом натурализмом. Угрожено у својој егзистенцији, ово ситно грађанство наглашавало је своју опозицију према друштву у чијем склопу се налазило, задовољавајући се критичком опструкцијом према појавама дневног живота, али избегавајући да зађе у основне сукобе друштва на којима и само почива.

## Импресионизам
Да би покрио латентне, живе супротности тога друштва, Равелов импресионизам оживљава мртве ствари и митологизира природу. То је разлог због кога Равел прибегава павани, менуету, валцеру, то је узрок његове неспособности да стварност изрази другачије — чак и онда кад га она притискује и мучи — то је повод оног основног и дубоког сукоба који одражава његово дело Tombeau de Couperin. А тај основни сукоб, односно његово објашњење, уноси светлости и у ону карактеризацију његовог стила која се формулише са Tour de force. Иако је Равел написао концерт за једну руку, написао композицију у којој жонглира са кичом (Tzigane), написао Болеро на једној јединој музичкој фрази коју је цизелирао годинама, дао јединствене примере најаутентичнијег валцера, ипак је „остао Равел”, на висини своје недостижне префињености. Ово упорно пркошење напорима да се победе мртве схеме и папирни задаци које је названо Tour de farce представља само другу форму оног истог настојања да се прикрију латентне супротности друштва, привидном борбом са елементима за освајање истине. И Клод Дебиси је имао своју Кутију играчака, и у његовим композицијама ветар прича о ономе што је видео на Оријенту, а клавирски звук дочарава мирисе мора, живот морских таласа и сунчаних зракова који се у њима купају.
То је особеност Равеловог импресионизма, а истовремено једна од најтипичнијих одлика музичког импресионизма уопште.

## Стваралаштво

### Ратни другови
Пишући Прелудијум, Фугу, Форлану, Ригодон, Менует и Токату — ставове ове композиције — Равел се одужио сенима својих у рату палих другова чија имена се налазе у зачељу појединих ставова. Ова чињеница несумњиво уноси светлости у карактер уметника. Она је, израз једног посебног, нарочитог сукоба који се у Равеловом идеолошком назирању одиграо. Несумњиво је, композицијом Le Tombeau de Couperin Равел хтео да саопшти комадић свог животног искуства, свог односа према непосредној стварности.

### 
је адаптација старе музичке форме која је негована у 17. веку, а у којој се низ од неколико музичких комада спаја у целину посвећену једном мајстору, учитељу или умрлом пријатељу. У своме делу он је модерном тонском језику прилагодио и саму унутрашњу архитектонику композиције. Свака од поменутих пијеса из његовог албума открива један страстан интерес према несталим формама, једну пасију према оживљавању мртвог.

### Балет
У односу на остала Равелова остварења, ова склоност не само што није изузетна, него је напротив редовна појава. Балет Adelaide ou le langage des fleurs има фантастичну фабулу у којој се као актери појављују најразноврснији цветови, учествујући у развоју радње. Форма је инспирисана бечким валцером (оживљавање прошлости садржано и формално). Буфо опера L'Heure espagnole значила је за Равела једну привлачну могућност да у првој сцени прикаже, својственим хумором, живот једне мале сајџинице препуне минијатурних живих организама (оживљавање машина). Форма је реинкарнација опере буфо из 18. века (обнављање нестале форме).

### Болеро
У његовом лирском делу L'enfant et les sortileges, наслони софе одвајају се, седишта нестају, а фотеља тромо храмље као каква огромна крастава жаба, удаљује се ... клупа, канабе, столице од трске дижу, ко руку ко ногу, певајући снажно у хору: „Нема више детета” (Оживљавање употребних предмета). У својој јединственој Сонатини из 1905. године, која је и као целина обнављање Клементијевог облика из 18. века, Равел освежава стари француски менует. У балету Ma mere l'Oye, он реинкарнира форму Паване из 16. века. У прослављеном Болеру васкрсава прототип данашње обое, Hautbois d'amoure. У балету који је писао по наруџбини Сергија Дијагљева, обнавља митолошку фабулу о Dafnisu и Cloe, коју Пан, сећајући се нимфе Сиринкс, ослобађа из ропства пирата.